# Thorskog
Thorskog är en slottsliknande byggnad i Torskog i Lilla Edets kommun i Bohuslän där det sedan 1986 bedrivs hotell- och konferensverksamhet under namnet Thorskogs slott. Byggnaden uppfördes 1892 enligt Carl Fahlströms ritningar och är belägen ett par hundra meter från Göta älv, på älvens västra strand.

## Historia
Platsen är känd sedan 1249 då den norske kungen Håkon Håkonsson och Birger jarl slöt en fred vid Thors-kabokke som beseglades genom äktenskapskontraktet mellan den förres son Håkon den unge och Birgers dotter Rikissa.
År 1711 uppförde Niclas Sahlgren en smedja på platsen som hade ett bra läge med såväl vattenkraft som hamn. Den för tiden viktiga handelsplatsen Lödöse låg dessutom på andra sidan älven. Olof Wenngren, som kom till Thorskog 1730, utvecklade smedjan till ett bruk och byggde en herrgård. Han byggde även dammarna och anlade parken. Wenngren fick patrons privilegier, blev adlad och testamenterade sedermera sin patronsrätt och sitt vapen på bruket. En av de äldsta kvarlämningarna från den gamla tiden är Jägarsalen, som på den tiden var en jordkällare.
Thorskog, som det ser ut idag, byggdes 1892 av varvspatron Petter Larsson. Han uppförde 1865 Thorskogs Mekaniska Verkstad vid Göta älv, som var mycket lönsamt och gjorde honom till en förmögen man. Larsson elektrifierade verksamheten runt 1885. Elkraftverket fungerar än idag och bidrar med över hälften av verksamhetens totala strömbehov. Efter Larssons bortgång 1912 fortsatte sonen Eskil Larsson verksamheten. Efter dennes död 1926 gick varvsverksamheten i konkurs och fastigheten såldes av änkan Esther.
Under 1970-talet genomfördes en upprustning och totalrenovering av Tage och Mirjam Sköld som köpte Thorskog som sommarstuga. Även konst och möbler från den gamla konkursen köptes tillbaka. Målbilden var att återskapa Petter Larssons familjehem. Mirjam Sköld var konstnär och återställde själv all stuckatur och alla takmålningar. 
År 1986 förvärvades Thorskog av Lena och Tommy Jonsson, som förvandlade området till hotell- och konferensverksamhet. Under 1990-talet utvecklades verksamheten ytterligare med boende och konferenslokaler i parken och 1998 byggdes den stora festvåningen Orangeriet. År 2015 förvärvades byggnaden av Niclas och Anna Karin Hammarstrand samt Lasse Nilsson varav den senare tidigare var VD men numera har sålt sina andel.

## TV-inspelningar
Åren 2009 och 2010 spelades TV-programmet Stjärnorna på slottet in på Thorskog. Även delar ur filmen Åsa-Nisse – wälkom to Knohult har spelats in på platsen, liksom delar av En del av mitt hjärta.